# Chrysotrichia trisula
Chrysotrichia trisula är en nattsländeart som beskrevs av Wells 1993. Chrysotrichia trisula ingår i släktet Chrysotrichia och familjen smånattsländor. Inga underarter finns listade i Catalogue of Life.